# Thalía
Ariadna Thalía Sodi Miranda (Ciudad de México, 26 de agosto de 1971), conocida simplemente como Thalía, es una cantante, actriz y empresaria mexicana. Inició su carrera musical a inicios de los años 80 como vocalista de un grupo infantil llamado Din-Din y en 1986, tras la salida de Sasha Sokol, se integró a la banda Timbiriche, con la que grabó 3 álbumes de estudio, y de la que se separó en 1989.
Poco después viajó a Los Ángeles (California) para prepararse como solista. Regresó a México en 1990 y publicó su primer álbum como solista titulado Thalía, bajo el sello discográfico Fonovisa, al que siguieron Mundo de cristal en 1991 y Love en 1992, los cuales lograron éxito en ventas en territorio mexicano. En 1994 firmó un contrato con la discográfica EMI, con la cual lanzó diez álbumes de estudio. En 2009 firmó un contrato con Sony Music, la cual era dirigida entonces por su esposo, Tommy Mottola. Más tarde consiguió un disco de diamante y triple certificación de su primer álbum en directo, Primera fila: Thalía, al distribuir quinientas mil copias en México.
Thalía ha vendido más de 15 millones de discos en su carrera como solista, lo que la convierte en una de los artistas musicales latinos con mayores ventas. Entre sus más grandes éxitos se encuentran los temas «Seducción», «Piel morena», «Amor a la mexicana», «Entre el mar y una estrella», «Arrasando», «Tú y yo», «No me enseñaste», «¿A quién le importa?», «Amar sin ser amada», «Equivocada», «Desde esa noche» y «No me acuerdo». Adicionalmente a sus grabaciones en español, también ha cantado en inglés, francés, portugués y tagalo. En 2002, «Piel morena» resultó elegido como «el mejor tema en español de todos los tiempos en Estados Unidos» en una encuesta realizada por Univision, mientras que, una década después, Terra situó a «Amor a la mexicana» en el primer lugar en su listado de «Las 50 mejores canciones latinas». El tabloide británico The Sun la clasificó como número 25 entre las «50 cantantes que nunca serán olvidadas» en la historia musical.
En su trayectoria como actriz, ha participado en siete telenovelas, dos películas, una obra de teatro, aunado a la grabación de tres bandas sonoras de películas. Las telenovelas en las que ha participado han sido vistas por más de dos mil millones de personas en ciento ochenta países; tan solo la llamada Trilogía de las Marías fue vista durante su transmisión original por mil millones de personas. Algunos medios consideran que es su faceta como actriz la que le trajo fama en todo el mundo. Si bien sus actuaciones en las telenovelas le han valido críticas variadas y no han sido muy abundantes, es considerada como la «reina de las telenovelas» y es probablemente la actriz más conocida de este género televisivo en el mundo. A grandes rasgos, su carrera la ha llevado a ser calificada como un ícono popular en varias regiones del mundo.
Otras ocupaciones ocasionales incluyen la conducción de programas televisivos, la locución, la producción discográfica, la escritura y el diseño de modas.

## Biografía

### 1971-1980: Infancia e inicios artísticos

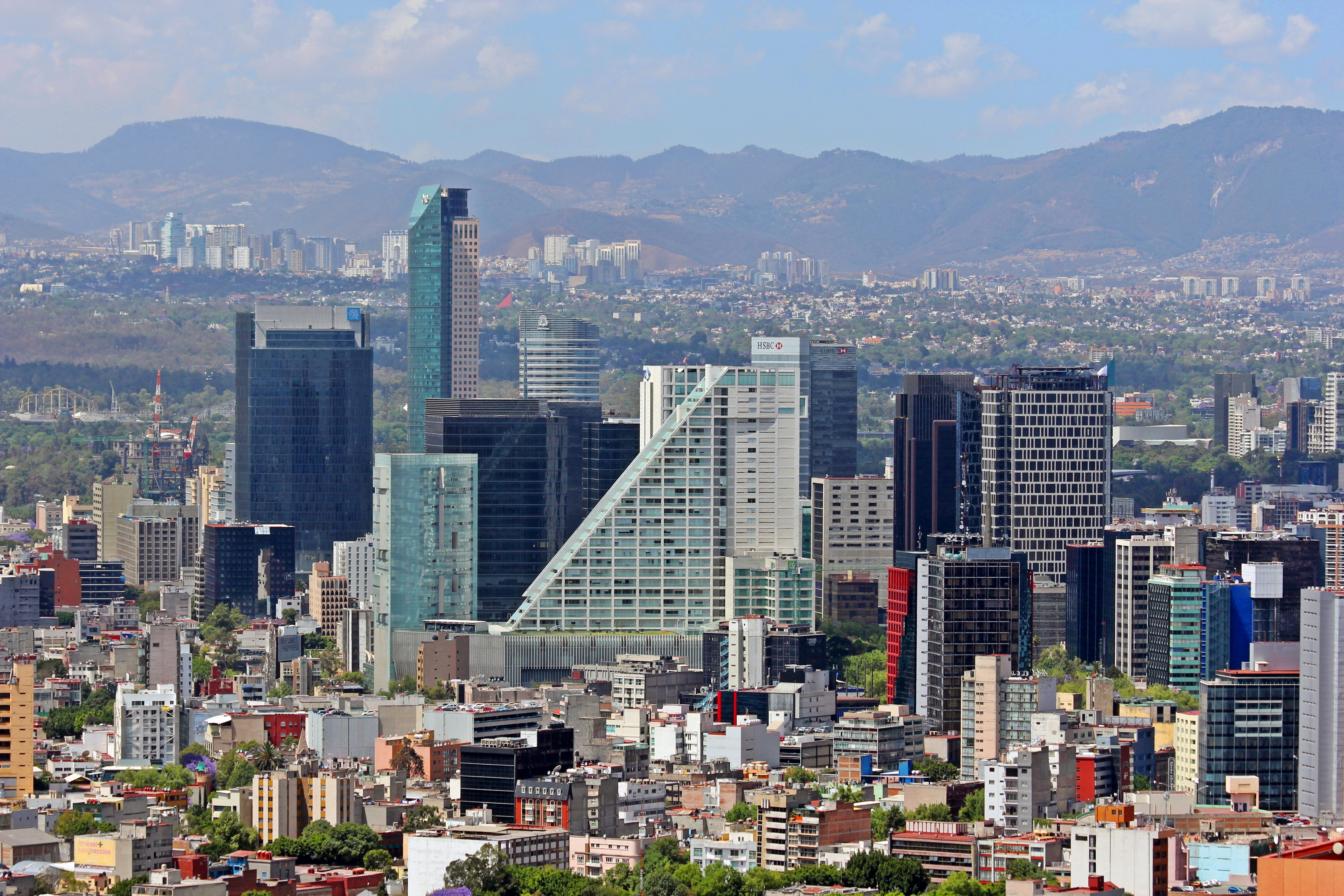
La Ciudad de México, ciudad natal de Thalía.

Ariadna Thalía Sodi Miranda nació en el Hospital Español de la Ciudad de México el 26 de agosto de 1971. Es hija del científico, escritor y criminólogo mexicano Ernesto Sodi Pallares y de la empresaria mexicana Yolanda Miranda Mange. Su nombre se debe a la afición que su madre tenía a las historias griegas. Cuando era pequeña, era apodada «Yuya» o «Yuyita» por su familia en referencia al término coloquial con el que es conocida la especie de ave calandria en Yucatán. Es la menor de cinco hermanas: Laura Zapata, Federica, Gabriela y Ernestina Sodi. Por parte de su padre, es parte de la familia Sodi, una reconocida familia mexicana.
Cuando solamente tenía un año de edad, Thalía apareció en un anuncio comercial de refrescos. A sus cuatro años, comenzó a tomar lecciones de ballet y de piano en el Conservatorio Nacional de Música. En 1977, el padre de las hermanas Sodi murió de diabetes cuando Thalía tenía apenas cinco años de edad. La cantante reconoció luego que su fallecimiento la había conmocionado de forma considerable, y no pudo hablar durante un año por lo que su madre tuvo que llevarla con varios médicos y psicólogos. En una entrevista con la revista People Thalía comentó que su madre le había dicho: «Mira, nena, solo somos mujeres en esta casa. Estamos en una sociedad de hombres. Tienes que ser más fuerte que ellos, tienes que tener el corazón de un hombre en ti».
Thalía cursó su educación primaria en el Liceo Franco Mexicano, donde obtuvo una enseñanza bilingüe en francés y español y fue conocida como una estudiante «formidable». En ocasiones jugaba con tiranchinas y practicaba béisbol en su tiempo libre. En 1979, Thalía apareció en la película mexicana La guerra de los pasteles, sin embargo su nombre no figura en los créditos finales. Debido a que practicaba gimnasia, quería convertirse en gimnasta olímpica, inspirada por Nadia Comăneci. No obstante, de acuerdo con Univision, su anhelo era convertirse en bióloga o psicóloga. Su hermana mayor, Laura Zapata, acostumbraba llevarla al teatro donde ella trabajaba diariamente, lo cual definió su interés en la actuación.

### 1981-1989: Din-Din y Timbiriche
En 1981, a los nueve años de edad, Thalía se incorporó como vocalista de un grupo infantil llamado Pac Man, que acababa de formarse con el fin de participar en el festival de canto Juguemos a cantar de Televisa. Poco después Pac Man cambió su nombre a Din-Din, y con dicho grupo la cantante se presentó en fiestas y en eventos ocasionales, llegando a grabar cuatro discos entre 1982 y 1983 (En acción, Recordando el Rock and Roll, Somos alguien muy especial y Pitubailando), hasta la desaparición de la agrupación.
Tras la desintegración de Din-Din en 1983, Thalía participó como solista en los siguientes dos festivales anuales Juguemos a cantar. En el de 1984, quedó en segundo lugar con la interpretación del tema musical «Moderna niña del rock», y esto le brindó la oportunidad de participar en el coro del musical Vaselina, una versión infantil del exitoso musical del mismo nombre (Grease), donde actuaban los integrantes del grupo Timbiriche (Sasha Sökol, Benny Ibarra, Erik Rubín, Diego Schoening, Mariana Garza, Alix Bauer y Paulina Rubio), la banda infantil promovida por Televisa. Empezó como una de las bailarinas en el fondo del escenario, pero tiempo después obtuvo el papel estelar de Sandy Dee en el musical, y al final concretó un total de 500 representaciones de Vaselina junto a Timbiriche.
En septiembre de 1986, tras la salida de Sasha Sökol de Timbiriche, Thalía se incorporó a la banda. Para entonces Timbiriche ya había grabado seis discos. Al año siguiente, en 1987, se le ofreció participar en la telenovela Pobre señorita Limantour. Esta producción fue el debut de la cantante en un programa televisivo, al actuar en un capítulo con el personaje de Diana. Ese mismo año grabó con Timbiriche el tema principal de la telenovela juvenil Quinceañera, en donde participó como coprotagonista, con el personaje de Beatriz. Quinceañera fue la primera telenovela juvenil que abordó problemas sociales como las drogas o las pandillas. La producción obtuvo el galardón como Mejor telenovela en los Premios TVyNovelas de 1988, y Thalía a su vez ganó el premio de Mejor actriz revelación. A raíz de esto, Thalía y Adela Noriega (protagonistas de la emisión) adquirieron una notable popularidad entre las jóvenes mexicanas que inclusive imitaron el peinado y la forma de vestir de sus personajes.
Junto a Timbiriche, Thalía grabó tres álbumes: Timbiriche VII (1987), el disco doble Timbiriche VIII y IX (1988) y Los clásicos de Timbiriche (1989). Este último consistió en una recopilación de los éxitos de la banda, grabada originalmente en 1987, con nuevos arreglos sinfónicos, ya que contó con la participación de la Orquesta Filarmónica de México. En el disco participaron también dos nuevos integrantes: Eduardo Capetillo y Edith Márquez, así como Benny, Sasha y Mariana, quienes ya habían abandonado la agrupación. En 1989 Thalía abandonó Timbiriche, siendo sustituida por Patricia Tanús. Si bien Thalía no era una de las integrantes originales de Timbiriche, y «tuvo que soportar muchos desplantes, groserías y bromas pesadas de sus compañeros» según Martha Zavaleta, una de las fundadoras de la banda, «Thalía es la única que realmente tiene una carrera sólida, tanto en la música como en la actuación» puntualizó. Joseph Haniana, del periódico Los Angeles Times, dijo que «con Thalía como cantante y bajista, Timbiriche pronto se convirtió en uno de los principales grupos, no sólo en México, sino en toda América Latina». Inclusive, según diferentes medios de comunicación como lo es La Prensa de San Diego, Thalía es la que más éxito y proyección internacional ha tenido de los «timbiriches».
En 1989 protagonizó la telenovela, Luz y sombra, donde asumió el rol de Alma, siendo a la vez su primer papel protagonista. Poco después viajó a Los Ángeles, California para tomar cursos de inglés en la Universidad de California en Los Ángeles así como lecciones de música, canto, actuación y baile antes de comenzar su carrera como solista.

### 1990-1993:Thalía,Mundo de cristalyLove

Logo de Thalía utilizado en el álbum Love. Nótese la cruz egipcia usada en la primera letra del mismo, símbolo que la cantante incorporó para la promoción del compilatorio.

En 1990, Thalía regresó a México y lanzó su primer álbum de estudio como solista, titulado Thalía, el cual fue producido por su entonces pareja, Alfredo Díaz-Ordaz Borja, y publicado por Fonovisa, el sello discográfico de Televisa. Contiene los sencillos «Amarillo azul», «Pienso en ti», «Un pacto entre los dos» y «Saliva»; la cantante escribió junto con Díaz-Ordaz Borja los dos últimos mencionados, que tras su estreno fueron objeto de controversia al ser considerados como provocativos. En esa época, Thalía acostumbraba vestir flores y muñecos de peluche durante sus presentaciones para promocionar el álbum.
En septiembre de 1991, la cantante publicó su segundo álbum de estudio, Mundo de cristal, el cual representa su última colaboración con Díaz Ordaz. En esta producción, editada bajo el mismo sello discográfico, cambió de imagen a una que involucraba atuendos repletos de flores. Este estilo, denominado por la propia cantante como flower power, estaba inspirado en el movimiento hippie. En Mundo de cristal, Thalía escribió algunas de las canciones y estas reflejan su situación sentimental en aquella época. Por ejemplo, «En silencio» está dedicada a su padre. De este disco se publicaron los sencillos «En la intimidad», «Te necesito», «Fuego cruzado» y «Sudor», esta última considerada provocativa. Tras su estreno, el álbum consiguió altas ventas en México y recibió una certificación de doble disco de oro. Ese mismo año Thalía fungió como copresentadora con Emilio Aragón del programa televisivo español VIP Noche, producido por la cadena Telecinco. En total, participó durante seis meses desde octubre de 1991 hasta marzo de 1992, cosechando gran popularidad en España.
En octubre de 1992, Thalía lanzó su tercer álbum de estudio y el último bajo el sello discográfico Fonovisa, titulado Love, que se grabó en España y contó con la producción de Luis Carlos Esteban. Para promocionar el álbum se eligieron seis sencillos: «Flor de juventud», «Love», «Sangre», «María Mercedes», «No trates de engañarme» y «La vie en rose», siendo este último una versión del tema interpretado por Grace Jones y originalmente de la cantante francesa Édith Piaf. Thalía cantó una mitad de su versión en español y la restante en francés. Mientras tanto, el tema «Sangre» lo escribió inspirada en Díaz Ordaz con quien había roto poco tiempo antes su relación sentimental, y, al igual que algunos sus anteriores sencillos, «Sangre» fue considerado como un tema provocativo. El álbum supondría una evolución de Thalía como intérprete al experimentar con nuevos géneros musicales, en especial con sonidos electrónicos. Tras su estreno, Love alcanzó la posición 15 en el Billboard Latin Pop Albums en 1993, y vendió más de 200 000 copias solamente en México durante su primer mes de debut en el mercado. En cuanto a su imagen, resalta la cruz egipcia usada tanto como logotipo del disco como en los vestuarios de la también actriz, que consistían en diminutos bodies y largas colas de vestido. Según Caracol Radio, con Love, Thalía generó grandes polémicas por el erotismo trasmitido, razón que consideró que la había llevado a convertirse en un símbolo sexual. No obstante, para David Lara, del sitio web Impre.com —de la compañía ImpreMedia— «la imagen rebelde que le impidió ser aceptada por todo tipo de público por sus dos primeros discos, que ocasionaron gran controversia en la radio de América Latina por sus letras atrevidas y diferentes» había cambiado con la publicación de este material. Joseph Haniana de Los Angeles Times dijo que: «en cualquier caso, las controversias sólo empuja[ron] su popularidad».

### 1992-1996: Trilogía de las Marías
Tres años después de su participación televisiva en Luz y sombra, Thalía retomó su carrera como actriz y protagonizó la telenovela María Mercedes, la primera de la serie conocida como Trilogía de las Marías, producida por Televisa. Por su actuación en esta, la cantante obtuvo el premio TVyNovelas en la edición de 1993, como «Mejor actriz juvenil», aunado a un Heraldo como «Actriz revelación», un galardón Eres en la categoría de «Mejor actriz» y un premio Bravo como «Mejor actriz juvenil». En 1994, Televisa estrenó Marimar y, al año siguiente, la serie concluyó con María, la del barrio. En la trilogía, Thalía interpretó a una mujer de origen humilde llamada María.
Cada una de las producciones gozó de un amplio éxito en su transmisión original, al ser vistas por más de mil millones de personas. Debido a la popularidad obtenida, comenzó a conocérsele como la «Reina de las Telenovelas». Sin embargo, existieron algunas críticas por parte de la prensa, las cuales juzgaron negativamente los estereotipos que reflejaba en su personaje, además de coincidir en que la historia era «básicamente la misma» en toda la serie. Frecuentemente, algunas fuentes consideran a Marimar como la más exitosa del ciclo, y la que más fama le dio a la artista. Esta producción rompió récords de audiencia en más de 40 países en su exhibición original. En muchos países de África, como Costa de Marfil —cuyos fanáticos fueron conocidos en su época como «marimárfilos»— en su ciudad capital muchas mezquitas adelantaban el horario del Ramadán para que sus creyentes pudieran ver la telenovela. Inclusive, muchos abidjaníes en congestionamiento vehicular se detenían a mitad del camino y se dirigían a las tiendas de los reparadores de televisores o en los bares que disponían de televisores para poder ver la telenovela. Periódicos marfileños como Top-Visages y Tele-Moroir aumentaron sus tirajes al publicar los resúmenes de los episodios futuros de la novela. De acuerdo con Al-Manar, Marimar ostenta el récord de la cuota de pantalla en los países árabes al obtener el 94,7%; tan sólo el capítulo final obtuvo un 97,8%, situación similar con el último capítulo de María la del barrio que obtuvo 94,1%.
Terra Networks considera a María la del barrio y a Marimar como algunas de «Las mejores telenovelas de todos los tiempos». Además de Filipinas, de acuerdo con el Registro de Población de México, nombres como «Marimar», «María Mercedes» o «Thalía» se multiplicaron en los recién nacidos. Mientras tanto, en Perú ha sido una de las responsables de la popularidad de La Virgen de Guadalupe.

### 1994-1998: EMI,En éxtasis,Nandito Ako,Amor a la mexicanae internacionalización
En 1994, durante la transmisión de la telenovela Marimar, Thalía firmó un contrato con la compañía discográfica EMI, con la cual más tarde comenzaría a grabar su cuarto álbum de estudio, En éxtasis, que fue publicado en septiembre de 1995. Significó su primera asociación con el productor Emilio Estefan, con quien colaboraría luego en una serie exitosa de producciones musicales. Cabe añadir que Estefan, junto con su esposa Gloria era el fundador de una productora en Miami dedicada a las grabaciones de crossover de artistas hispanos como Ricky Martin o Enrique Iglesias hacia el mercado estadounidense. Los sencillos de En éxtasis fueron «Amándote», «Gracias a Dios», «Quiero hacerte el amor» «María la del barrio» y «Piel morena». En esta ocasión, el álbum está más orientado al género pop latino. Según Joey Guerra, crítico especializado en Amazon.com:

El primer álbum de Thalía con el sello EMI Latin aparta a la cantante y actriz de telenovelas mexicana del pop desechable de sus discos anteriores en favor de sonidos más ricos y diversos. Sin embargo hay algunos momentos flojos en este disco, aunque Thalía claramente está empezando a definir su camino como solista. El cambio se debe en gran parte a los productores Emilio Estefan Jr. y Kike Santander, quienes hábilmente han disfrazado las deficiencias de Thalía como cantante con logrados valores de producción. El tema «Piel morena», el primer sencillo y la mejor de las pistas del disco, es una cumbia embriagadora y sensual. Thalía brilla en «Amándote», una pista de baile producida por A. B. Quintanilla, e incluso se las arregla con una versión dulce de Juan Gabriel en «Gracias a Dios». Las baladas «Quiero hacerte el amor» y «Lágrimas», esta última coescrita por Thalía, también llaman la atención sobre tonos y matices inesperados.

En éxtasis le permitió a Thalía ser la primera solista mexicana en obtener una certificación de venta discográfica en Brasil y permanece como el álbum más vendido por una solista de México en ese país. Asimismo, se convirtió en la primera cantante mexicana y latina en obtener doble disco de platino en Argentina por dicho álbum.
En 1995, Thalía empezó las grabaciones de la telenovela María la del barrio, última de la serie de las Marías. A principios de 1996, debido a un exceso de trabajo, debió ser hospitalizada ante una crisis nerviosa  y poco después volvió a Los Ángeles para descansar por un tiempo considerable. Posteriormente confesó, en una entrevista en Brasil, que luego de haber grabado María la del barrio estuvo a punto de abandonar su carrera, debido al «cansancio excesivo, agotamiento mental, físico y psicológico».
En enero de 1997 se publicó su primer álbum recopilatorio titulado Nandito Ako, que contiene cuatro canciones en tagalo, el idioma oficial de las Filipinas, así como cinco versiones en inglés de En éxtasis y una remezcla en español de «Amándote». El único sencillo que se desprendió de este conjunto fue «Nandito Ako». Tras su debut, se registraron ventas por un total de un millón de copias en el mundo de esta producción. Apenas un mes después del estreno de Nandito Ako, en febrero, la prensa eligió a la artista como Reina del Festival de Viña del Mar.
Su quinto álbum de estudio, Amor a la mexicana, fue lanzado en junio del mismo año y producido también por Emilio Estefan, en el que aparecen canciones como «Mujer latina», «De dónde soy», «Por amor», «Noches sin luna» y «Amor a la mexicana». El disco obtuvo múltiples certificaciones discográficas en varios países, que incluyen dos discos de platino en España y Argentina. Desde su lanzamiento, estimaciones apuntan a que ha vendido más de cinco millones de copias en todo el mundo, lo que lo convierte en el álbum con mayores ventas en la carrera de Thalía, además de ser uno de los discos de pop latino más vendidos en la historia de la industria. La canción homónima llegó a posicionarse en el primer puesto de 14 países y el sindicato francés SNEP la certificó con un disco de plata por sus altas ventas en el país. Con Amor a la mexicana Thalía logró presentarse en numerosos países del mundo.
Jason Birchmeier, del sitio web Allmusic, comentó sobre el álbum:

En esencia, Amor a la Mexicana es una versión más completa del anterior álbum de Thalía, En éxtasis [..] Los mejores momentos del álbum son los escritos y producidos por [..] el compositor Kike Santander y el productor Emilio Estefan Jr., el dúo responsable del logrado hit «Piel morena». [El dúo] no solamente regresa para este nuevo material, sino que son el cerebro del álbum completo en su mayoría. Los resultados son previsiblemente excelentes. La mayoría de las canciones aquí es impulsada por el mismo tipo de ritmos de baile latinos que había impulsado a «Piel morena» a tales alturas (un poco de salsa, un poco de cumbia, un poco de banda, un poco de balada y así sucesivamente). Pero no se trata solo de un álbum de baile latino, pues es también uno de canciones bien escritas, con adecuadas e irresistibles letras mexicanas y estribillos pegadizos. Además, es un conjunto conciso con muy pocos, en caso de haberlos, momentos aburridos; diez canciones fuertes en promedio de cuatro minutos cada una. Podría ser el mejor álbum de Thalía en conjunto.

Tras el éxito de Amor a la mexicana, Thalía grabó las versiones en inglés, español y portugués de la canción «Journey to the Past», producida por Atlantic Records, como parte de la banda sonora de la primera película de animación de 20th Century Fox, Anastasia (1997). En ese año la artista se mudó a Miami. En febrero de 1998, participó como figura destacada en el Carnaval de Río de Janeiro en Brasil, tras renovar su contrato con Televisa que le llevaría a protagonizar tres telenovelas más a corto plazo. En ese mismo año participó en la banda sonora de dos películas más, pero esta vez con canciones de su álbum Amor a la mexicana: nuevamente para un filme de 20th Century Fox, llamado Ever After: A Cinderella Story con la canción «Es tu amor» y finalmente en Baila conmigo, pero en esta ocasión para Columbia Pictures con el tema «Echa pa'lante».

### 1999-2001:Rosalinda,Arrasandoy disco con banda
En 1999 Thalía incursionó en el cine con la película en inglés Mambo Café, escrita y dirigida por el chileno Reuben González. Originalmente la cinta se habría rodado en noviembre de 1998, en Nueva York, sin embargo a principios de 1999 la filmación se pospuso. Mambo Café se estrenó en enero de 2000 en México, Grecia y Rusia, distribuida por Kushner Locke Entertainment, y en palabras de su propio director y escritor, «es una versión latina de Saturday Night Fever». Thalía interpretó el personaje de la joven puertorriqueña Nadya, quien visita a su familia tras tomarse un descanso de la universidad.
En 1999, tras concluir las grabaciones de Mambo Café, regresó a la televisión con la telenovela Rosalinda donde interpretó a la protagonista del mismo nombre. En ese entonces Rosalinda era considerada como la producción más costosa de Televisa en toda su historia, así como la más vendida al ser distribuida en 135 países. En una entrevista concedida en ese período, Thalía comentó: «a mí las [tele]novelas me han abierto el mundo, porque el público de [tele]novelas es mucho más apasionado que el del cine. Además la televisión es gratis».
Tras culminar su participación en Rosalinda, la cantante publicó su sexto álbum de estudio, Arrasando, en abril de 2000, el cual fue nuevamente producido por Emilio Estefan. Este contiene doce canciones, de ocho de las cuales Thalía escribió la letra. De este álbum se desprendieron sencillos como «Arrasando», «Entre el mar y una estrella», «Regresa a mí» y «Reencarnación». «Entre el mar y una estrella» se convirtió en el primer tema de la cantante en encabezar tres listas de popularidad de Billboard: Top Latin Songs, Latin Pop Airplay y Latin Tropical/Salsa Airplay. De acuerdo a la reseña de Jason Birchmeier, publicada en el sitio web Allmusic:

[..] Arrasando consolidó [a Thalía] como una superestrella completa en 2000, cuando comenzaron a desprenderse sus cinco sencillos principales. El álbum es moderno, muy propio de su época; eso es, justo en el comienzo del milenio, cuando la música de gran intensidad y baile trance se puso de moda en los círculos de moda. La mayoría de Arrasando juega con ese estilo, con su abundancia de sintetizadores y ritmos de baile, así como con sus coros extasiados que parecen alcanzar las estrellas canción tras canción. [...] poniendo Arrasando en perspectiva, difiere claramente tanto de su predecesor (Amor a la mexicana) como de su sucesor (Thalía). Todos se encuentran entre sus mejores trabajos, siendo Arrasando probablemente el más artificioso. Es más aventurero que el racionalizado Thalía, aunque no tan libre como Amor a la mexicana.

En julio de 2000, el disco obtuvo dos certificaciones de platino y una de oro por sus ventas en EE. UU; también recibió disco de platino en Argentina, Eslovaquia, México y España, mientras que en Chile, Grecia, Filipinas, Uruguay, Venezuela y en América Central le fue otorgado disco de oro. Un año después, Arrasando había conseguido vender cerca de las dos millones de unidades en el mundo. En la ceremonia de 2001 de los Grammy Latinos, el disco obtuvo dos nominaciones en las categorías de Mejor álbum pop vocal femenino y Mejor ingeniería de grabación para un álbum, quedando como ganador en la última categoría.
En agosto de 2001 se lanzó la segunda compilación de Thalía, titulada Thalía con banda: Grandes éxitos, que básicamente es una nueva versión de sus anteriores éxitos orientada al género de banda sinaloense. La producción se grabó en Los Mochis y contó con la producción de Guillermo Gil. Tras su estreno, el 17 de octubre de 2001, la Recording Industry Association of America (RIAA) lo ha certificado como disco de platino y de oro por sus ventas en EE. UU. El álbum se posicionó como uno en Grecia y España y en Hungría alcanzó su posición máxima en el cuatro. PROMUSICAE lo ha certificado con disco oro al vender más de 80 000 en España, convirtiéndolo en el primer álbum de su género en obtener una certificación discográfica en ese país. El álbum también obtuvo un éxito notable en Israel, Turquía, Bulgaria, Eslovaquia, República Checa, Portugal, Rusia y Canadá entre otros países.

### 2002-2003:Thalía, secuestro de sus hermanas y álbum en inglés
En mayo de 2002, Thalía publicó su séptimo álbum de estudio, bajo el título Thalía, al igual que su anterior producción de 1990. Una vez más contó con la presencia de Emilio Estefan «Jr.», así como la del colombiano Estéfano. En este disco interpretó tres canciones en inglés y tuvo como sencillos los temas «Dance, Dance (The Mexican)», «Tú y yo», «No me enseñaste» y «¿A quién le importa?», este último es una versión de la canción del grupo español Alaska y Dinarama. Tras su estreno consiguió certificarse como disco de oro en Argentina y México, platino en Puerto Rico y doble platino en EE. UU.
El 22 de septiembre de 2002, en plena promoción del álbum, Laura Zapata y Ernestina Sodi (hermanas de Thalía) fueron secuestradas en la Ciudad de México. Finalmente, para el 10 de octubre sus captores las liberaron,  una vez que recibieron dinero a cambio de sus vidas. Según Ernestina en su libro Líbranos del mal, Thalía se encargó de pagar el rescate. Este acontecimiento resultó controvertido en la prensa dadas las circunstancias en que se llevó a cabo y también al pleito subsecuente que se suscitó entre las tres hermanas.
A comienzos de 2003, apareció en el mercado el tercer álbum recopilatorio de la artista y el primero tipo crossover bajo el título de Thalía's Hits Remixed, que contiene doce remezclas de sus temas más exitosos. Este trabajo se convirtió en uno de los álbumes de remezclas más vendidos de todos los tiempos al comercializar más de dos millones de unidades en todo el mundo. Más tarde, en julio de ese mismo año, fue lanzado su octavo álbum de estudio denominado Thalía, el tercero con el mismo título en su trayectoria musical, esto según Thalía: «porque no me gusta complicarme y para que me no me confundan, que sepan que soy yo». Este disco difirió de sus predecesores al estar destinado para el mercado angloparlante, pues la mayoría de sus canciones son en inglés. Se lanzó bajo el sello Virgin Records, filial de EMI, producido por Cory Rooney y Steve Morales y mezcla varios géneros musicales, entre ellos, el pop, pop rock y R&B. El álbum lo grabó en los momentos en que ocurrió el secuestro de sus hermanas, pero debió suspender la grabación debido a que sentía «mucha confusión». Al concluir el secuestro, la intérprete continuó con la grabación del disco y comentó: «[...] cuando volví al estudio fue como una ráfaga de aire fresco y de pronto todas las canciones se hicieron positivas y agradables». Dos de las canciones fueron escritas por Thalía, mientras que el tema «Save the Day» se inspiró en los atentados del 11 de septiembre de 2001 y el tema «I Want You» lo grabó a dueto con el rapero Fat Joe. Las críticas del álbum fueron generalmente malas. Neil Drumming, editor de la revista estadounidense Entertainment Weekly en su reseña dijo:

La apertura y primer sencillo del álbum, «I Want You» presenta al [..] rapero del Bronx Fat Joe rehaciendo la música del primer éxito de [..] Big Pun «Don't Wanna Be a Player». [..] el corte no hace más que fijar el tono insulso e impóluto del resto del CD. Se vuelve también obvio a partir de aquí que la voz de Thalía, un ronrroneo débil y distante sólo un poco más aceptable que el de Jennifer Lopez, no añadirá o restará nada al efecto total de ninguna pieza; todo se reduce a lo que los productores tienen en mente. [..] Hay entonces temas de baile crossover: «Tú y yo» suena como Shakira, y «Don't Look Back», el momento más atractivo de la grabación, demuestra que el equipo de producción de Kylie Minogue puede versionar «Love at First Sight» más o menos igual para cualquiera. Y finalmente, Bono & Co podrían querer consultar con sus abogados la similitud entre «Closer to You» y su «With or Without You». Añádase a toda esta familiaridad el hecho de que cuatro de los catorce temas de Thalía se cantan en español al final del álbum, y se tendrá lo que parece ser una experiencia de escucha sin ninguna originalidad.

Paralelamente, el disco obtuvo una modesta recepción comercial; de acuerdo con Nielsen SoundScan en su primera semana a la venta, comercializó más de 50 000 copias en EE. UU. y se ubicó como número once en el Billboard 200, mientras que en el resto del mundo logró vender tan sólo unas 20 000 copias durante su primera semana. Hasta el año 2005, se tenía conocimiento que el disco había vendido apenas unas 200 000 unidades en EE. UU. de acuerdo con Nielsen SoundScan. No obstante, en Japón, la RIAJ lo ha certificado con un disco de oro, siendo el único álbum de una artista de origen hispano con una certificación en ese país durante el 2003.

### 2004-2007:Greatest Hits,El sexto sentidoy programa de radio

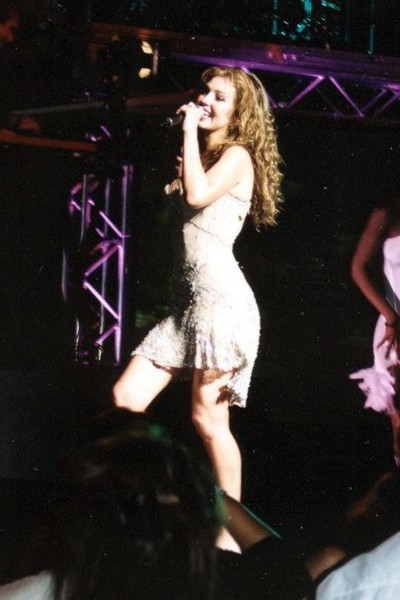
Thalía durante la presentación de High Voltage Tour en la ciudad de Los Ángeles, en 2004.

En febrero de 2004, fue publicado el álbum recopilatorio Greatest Hits, nuevo conjunto que recopilaba las canciones más exitosas de sus discos anteriores lanzados por EMI. De aquí se desprendieron los sencillos «Cerca de ti» y «Acción y reacción», siendo este último acerca de su relación sentimental con su esposo Tommy Mottola. Con el propósito de promocionar el recopilatorio, la cantante se embarcó en una gira denominada High Voltage Tour, con la cual recorrió varias ciudades de EE. UU. y México. No obstante, la gira tuvo una mala recepción tanto comercial como crítica. De acuerdo con el reportero Alejandro Rera de Chicago Tribune, uno de los problemas se centró en los pocos bailarines en escena durante las presentaciones y, en contraste, los numerosos vestuarios elegidos por la cantante entre cada interpretación.
En julio de 2005 se lanzó el noveno álbum de estudio de Thalía, titulado El sexto sentido, del que la cantante ejerció también como productora ejecutiva. Este disco está inspirado en su búsqueda espiritual por los eventos paranormales que experimentó cuando era niña, y en ese entonces, Thalía lo definió como su disco más honesto. De esta producción surgieron los temas «Amar sin ser amada», «Un alma sentenciada» y «Seducción». Para Joey Guerra el disco significó un «regreso a la forma [sic]», lo cual elogió dados los lanzamientos anteriores de la intérprete. El álbum recibió reseñas generalmente favorables. En noviembre de ese año, el álbum logró certificarse con dos discos de platino por sus ventas en EE. UU.

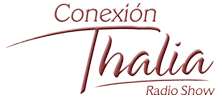
Logo del programa radial Conexión Thalia Radio Show.

Poco después del lanzamiento del disco, Thalía anunció que no volvería a trabajar más en una telenovela, rescindiendo el contrato que la unía a Televisa. En enero de 2006, la cantante adquirió la ciudadanía estadounidense tras cumplir ocho años de residencia en ese país. Este hecho causó cierta polémica en México, lo que llevó a Thalía a aclarar que no renunciaría a la nacionalidad mexicana. Días antes de lo anterior, participó en el programa Cantando por un sueño, de Televisa, como «madrina» del mismo en su debut. Poco después se relanzó su álbum previo bajo el título El sexto sentido: Re+Loaded. En esta reedición se incluyeron temas inéditos como «No, no, no», que grabó a dueto con el grupo Aventura, y nuevas versiones de las canciones que aparecen en el material original.
En marzo de 2007, se anunció un acuerdo entre ABC Radio y Thalía para producir un programa radiofónico denominado Conexión Thalía Radio Show, con una duración de dos horas cada sábado. En el show, conducido por la propia artista, se abordarían notas informativas y entrevistas a otras celebridades latinas, dirigido a audiencias de 18 a 34 años de edad. Sobre este nuevo proyecto, ella mencionó que «representa una oportunidad adorable para conocer a otras personas, llegar a lugares que estás limitado en televisión o en la prensa». En su debut se transmitió en Nueva York, Los Ángeles, Miami y Chicago. Hasta el 15 de enero de 2009, el programa contaba con más de doce millones de radioescuchas en EE. UU.

### 2008-2011:Lunada, Sony Music yPrimera fila

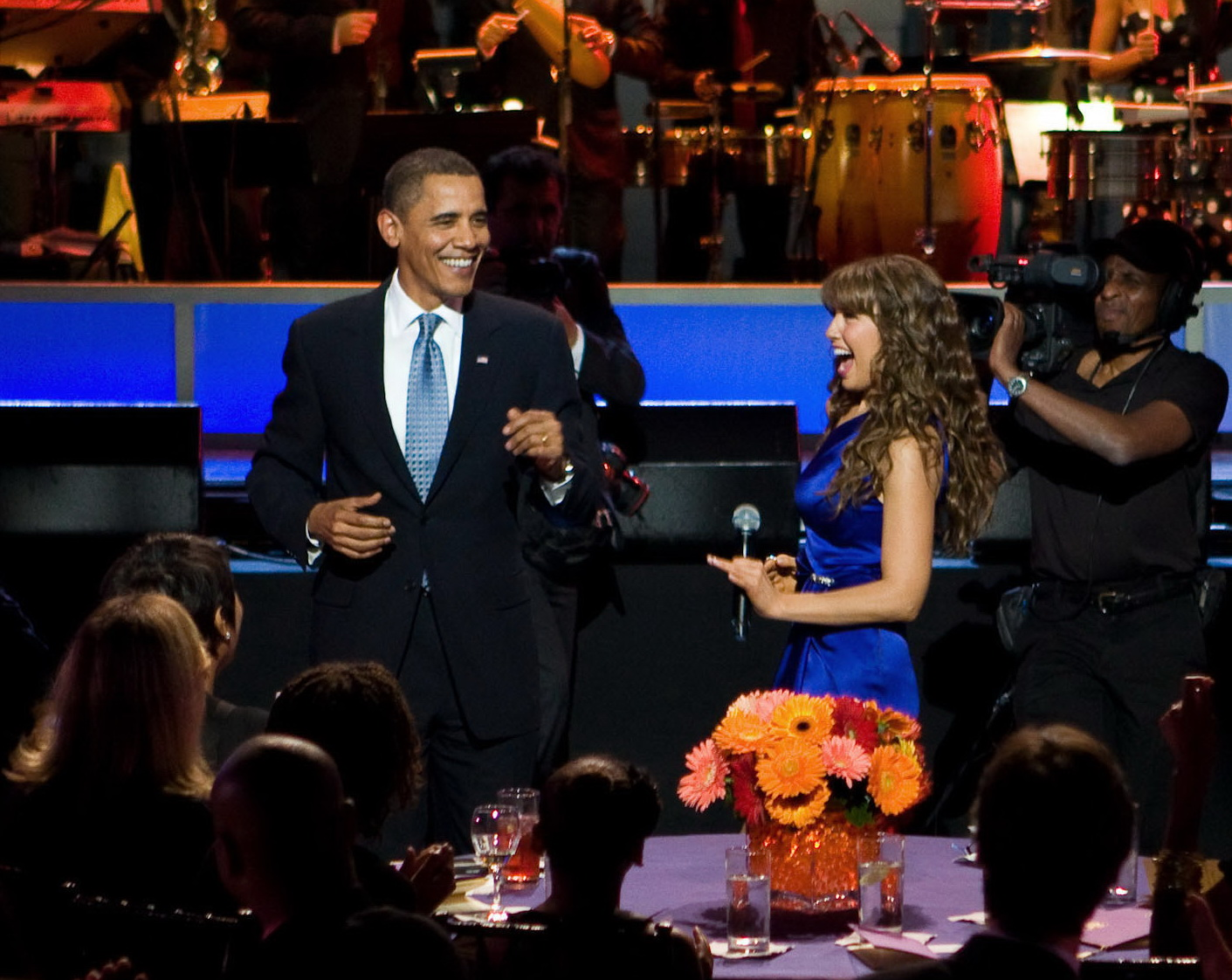
Thalía interpretando «Amor a la mexicana», junto al entonces presidente de los Estados Unidos, Barack Obama, durante «La Fiesta Latina» en 2009.

Su décimo álbum de estudio, Lunada, fue lanzado en junio de 2008 y estuvo producido por Emilio Estefan. El primer sencillo del álbum fue «Ten paciencia», y cuenta con un total de once canciones. La producción también incluyó a «Bendita», canción que Thalía escribió para su hija, Sabrina Sakaë. Al mes siguiente de su estreno, Lunada debutó en la posición número diez en la lista Top Latin Albums de Billboard; no obstante, no consiguió ser tan exitoso como sus álbumes anteriores, debido a las bajas ventas y a la escasa promoción que recibió, por lo que se le consideró como un «fracaso» comercial, inclusive por la propia Thalía; de hecho, Lunada vendió apenas 200 000 unidades en el mundo, lo que lo convierte en el álbum menos vendido de toda su carrera. Poco después, en octubre, Thalía reveló que padecía la enfermedad de Lyme, ocasionada por la picadura de una garrapata, mientras se ejercitaba en los alrededores de su hogar. Al final, tras un largo y fuerte tratamiento de antibióticos, se recuperó exitosamente de la infección.
En noviembre de 2008, Thalía anunció su separación del sello discográfico EMI, tras haber grabado doce discos por más de una década con dicha disquera. En todo ese tiempo, se reveló que se habían vendido 10 millones de copias de la docena de álbumes de la intérprete. A principios de 2009 se estrenó la miniserie educativa Las Aventuras de Eebee y Thalía en V-me Network, donde participa como presentadora y aborda temas acerca de la crianza de niños pequeños por parte de los padres de familia. En ese período se reveló que Thalía cobraba dos millones de dólares estadounidenses por cada anuncio comercial en el que participaba.

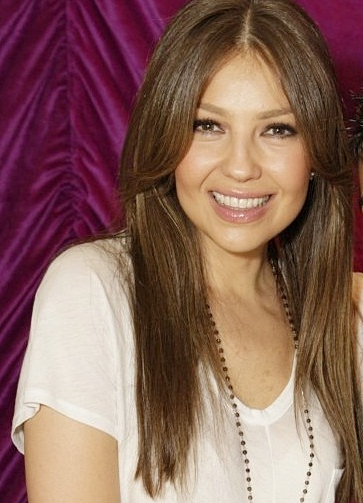
Thalía durante la promoción de Primera fila en 2010.

En julio de 2009 se dio a conocer que el siguiente disco de la cantante, Primera fila: Thalía, sería de tipo acústico, producido por la disquera Sony Music Entertainment, y saldría a la venta en diciembre del mismo año. De acuerdo con la cantante: «este disco lo hice para acercarme a la gente de otra forma, no lo hice para ser galardonada, lo hice para acercarme a los fans y también para acercarme a los que nunca les gustó Thalía». En octubre de ese año Thalía se presentó en un concierto ofrecido en la Casa Blanca para conmemorar el patrimonio musical hispano; poco después, en ese mismo mes, debutó el primer sencillo de Primera fila, la canción titulada «Equivocada», a la que siguieron «Qué será de ti (Como vai você)», «Estoy enamorado», «Enséñame a vivir» y «El próximo viernes». El disco se caracteriza por haber sido grabado en vivo en un pequeño auditorio de Miami, Florida a mediados de ese año, sin cambios de vestuario ni mucho maquillaje. El álbum incluye dos duetos, uno con el cantante mexicano Joan Sebastian (titulado «Con la duda») y otro con el puertorriqueño Pedro Capó («Estoy enamorado»). La producción recibió en general críticas positivas; entre los primeros en reseñarlo, Jason Birchmeier, quien calificó el álbum como «uno de los mejores lanzamientos [de Thalía] a la fecha, y el más sorprendente»; a su vez, Thalía consideró que el disco era el «mejor de su carrera y el más personal», catalogándolo como su «legado musical».
En cuanto a recepción comercial, Primera fila logró muy pronto certificarse como triple disco de platino en México por vender más de 180 000 copias, situándose por más de seis meses en los primeros lugares de los cien discos más vendidos del año, según datos de la AMPROFON. En julio de 2010, Primera fila obtuvo un disco de diamante, que posteriormente fue complementándose con más discos de oro y de platino hasta alcanzar la certificación de disco de diamante más triple disco de platino. En todo el 2010, Primera fila se convirtió en el álbum más vendido en México y permaneció en el primer lugar durante 55 semanas no consecutivas; en Grecia y España alcanzó la posición seis y treinta y dos respectivamente. Hasta octubre de 2012, Primera fila había comercializado cerca de 1,5 millones de copias en el mundo.
En septiembre de 2010, se publicó una nueva edición del disco acústico titulada Primera fila... Un año después, la cual contiene ocho canciones del material original junto con dos temas inéditos y una remezcla a dueto con el grupo Aventura.

Me da mucha alegría el poder decir que he hecho todo lo que me ha salido del corazón y como me ha parecido. Nunca me quedé con ganas de nada. Me puse todo lo que quise ponerme, canté todos los géneros que hay, he hecho conciertos en todas partes y creo que de eso se trata la vida, de agarrar las oportunidades y de ser testarudo. Soy una mujer testaruda y me gusta cristalizar mis sueños.
Thalía, en relación al éxito de Primera fila en 2011.

En octubre de 2010, el cantante canadiense Michael Bublé la invitó en su álbum Christmas con la canción bilingüe «Mis deseos/Feliz navidad». En noviembre de ese mismo año, grabó el tema de Elvis Presley, «Love Me Tender» acompañada con la voz de Presley, para el álbum tributo Viva Elvis. Además de haber sido la única latina en aparecer en este álbum, Thalía se convirtió en la primera artista latina en cantar con Elvis.

### 2012-2015:Habítame Siempre,Viva Kids,Amore Mio, paseo de la fama y otros proyectos
En febrero de 2012, Thalía participó en el homenaje a Roberto Gómez Bolaños e interpretó la canción «Gracias», que compuso el peruano Gian Marco para esa ocasión. Un mes después, fue invitada para colaborar en la serie de dibujos animados, Dora, la exploradora en el episodio «Rescate en el Reino de las Sirenas» donde interpretó la voz de una sirena llamada Maribel, además de prestar su voz en la canción bilingüe «Sing, sing, sing». En septiembre de 2012, Thalía ofreció un concierto privado en el Hammerstein Ballroom de Nueva York e hizo público el nombre de su undécimo álbum de estudio, Habítame siempre, lanzado en noviembre del mismo año, que incluye la participación de varios artistas, entre ellos Robbie Williams y Michael Bublé. El 27 de octubre de 2012 se presentó en la celebración del 50° aniversario del programa Sábado gigante, en donde interpretó «Manías», el primer sencillo de Habítame siempre. Poco después actuó como vocera de la iniciativa «Mi música, mi herencia» cuyo fin es preservar la cultura latina en EE. UU., a través de la música.
Thalía regresó a los escenarios en 2013 con la gira Viva! Tour, con la cual realizó presentaciones en algunas ciudades mexicanas y estadounidenses, que quedaron documentadas en el CD/DVD Viva Tour: en vivo. A finales de ese año participó en ¿Y si fueran ellas?, realizada a manera de homenaje a Alejandro Sanz; además de hacerse acreedora a una estrella en el Paseo de la Fama de Hollywood por su trayectoria musical y contribuciones al panorama del entretenimiento. En 2014 aparecieron dos nuevos álbumes de la intérprete: Viva Kids Vol. I, el primero de corte infantil de su trayectoria; y Amore mio, que incluye el sencillo «Por lo que reste de vida» de la autoría de Ricardo Montaner. Cabe agregar que en agosto del mismo año se estrenó una versión de «Sino a ti» interpretada a dueto con Laura Pausini. En 2015 participó en el doblaje para Hispanoamérica de la villana Scarlett Overkill en la película animada Minions, además de interpretar el tema de la telenovela Antes muerta que Lichita de Televisa.

### 2016-2019:Latina,Valientey viralización en redes sociales
El 29 de enero de 2016 se lanzó el sencillo «Desde esa noche» grabado a dueto con el colombiano Maluma. Esta canción se hizo acreedora a una doble certificación de diamante en 2018. Entre los países en los que encabezó las listas de ventas se encuentran Argentina, Ecuador, Guatemala y España. Se trató del primer sencillo de Latina, el decimotercer álbum de estudio de la cantante, cuyo estreno ocurrió en mayo de 2016 por Sony Music Latin. Su repertorio incluye colaboraciones con otros cantantes como Silvestre Dangond, De la Ghetto, OMI, Jacob Forever y Chicky Bom Bom. Tuvo una recepción comercial favorable al encabezar por ejemplo la lista Top Latin Albums de Billboard, y para promocionarlo se llevò a cabo la gira Latina Love Tour, la sexta de la cantante en su trayectoria.
Al año siguiente, en 2018, incursionó en la dirección cinematográfica con el documental 15: A Quinceañera Story que describe las vivencias de algunas jóvenes latinas al cumplir sus quince años. Esta producción resultó nominada en la categoría de «Logro sobresaliente de dirección» en los Premios del Sindicato de Directores de 2018. A finales de ese año produjo junto con Mottola el musical de Broadway Summer: The Donna Summer Musical inspirado en la vida de Donna Summer; además de lanzar su línea de pestañas y cejas Eyelure. En noviembre de 2018 salió a la venta su siguiente álbum, Valiente, por Sony Music Latin. Dicho material tuvo una recepción exitosa, al ingresar a las listas de ventas de Argentina, México, España y Estados Unidos. Cabe mencionar que en México y Estados Unidos obtuvo certificaciones de oro y platino, respectivamente, por sus ventas registradas hasta ese momento. Su sencillo, «No me acuerdo», en el cual colaboró con Natti Natasha, ingresó a las listas de países como Bolivia, Chile, Ecuador, El Salvador, México, Uruguay, Venezuela, España y EE. UU.
Tras el éxito de su colaboración con Natti Natasha, el 2 de agosto de 2018 Thalía realizó una transmisión en vivo a través de Facebook en conmemoración de las 200 millones de visitas que su video musical obtuvo en la plataforma de YouTube. Este video a su vez se volvió viral en las redes sociales cuando diversos usuarios crearon el "#ThaliaChallenge" donde imitaban sus pasos de baile así como diversas frases que la cantante utilizó durante la transmisión, particularmente la de "¿Me oyen, me escuchan?" la cual dio origen al sencillo del mismo nombre que fue incluido dentro del álbum Valiente.
A principios del año siguiente, en 2019, comenzó a distribuirse su línea de productos de cuidado personal Adria by Thalía.

### 2020-presente:Desamorfosis,Thalia's Mixtape,A Mucha HonrayNavidad Melancólica
En 2020 se estrenaron los sencillos «Ya tú me conoces», «Lo siento mucho» y «Tímida» en el que participan el dúo venezolano Mau y Ricky, el grupo mexicano Río Roma, y Pabllo Vittar, respectivamente. En adición a lo anterior, en junio del mismo año se estrenó el disco Viva Kids Vol. 2.
En mayo de 2021, lanzó el sencillo «Mojito», el cual fue incluido en el disco Desamorfosis, lanzado ese mismo mes. Durante el resto del año, lanzó los sencillos promocionales «Eres Mío», «Cancelado» y «No Te Vi». En septiembre de ese mismo año, se une al tema de Play-N-Skillz titulado «Baila Así» en colaboración con Becky G y Chiquis Rivera.
En noviembre de 2022 estrenó el sencillo «Psycho Bitch». Ese mismo mes, Thalia fungió como anfitriona de los premios Latin Grammy junto con Luis Fonsi y Laura Pausini, con los cuales rindió homenaje a Marco Antonio Solís interpretando el tema «Si No Te Hubieras Ido».
En marzo de 2023, Thalia colaboró junto con Kenia Os lanzando un cover del tema «Para No Verte Más». En abril de 2023 lanzó el disco de covers Thalia's Mixtape, lanzando el mismo día del estreno el sencillo «Devuélveme a Mi Chica» junto con David Summers. Como complemento del álbum, Thalía anunció el 13 de abril de 2023 el lanzamiento de un documental de tres episodios a través de la plataforma de streaming Paramount+ titulado Thalia's Mixtape: El Soundtrack de Mi Vida, el cual estará disponible el 2 de mayo de 2023 en Estados Unidos y Canadá y el 3 de mayo en Latinoamérica, Australia y Europa.
El 4 de octubre de 2023 lanzó el sencillo «Bebé, Perdón».El 30 de noviembre de 2023 lanzó el tema «Choro» junto a Estilo Sin Límite.El 8 de marzo de 2024 colaboró con Ángela Aguilar en el tema «Troca». El 25 de abril de 2024 lanzó el sencillo «Te Va a Doler» en colaboración con Grupo Firme  y ese mismo día se estrenó el álbum A Mucha Honra, incluyendo los tres sencillos previos.El 1 de noviembre de 2024, Thalia lanzó su primer álbum de canciones navideñas titulado Navidad Melancólica. Ese mismo día se estrenó el sencillo «Nació la Luz» en colaboración con Marcos Witt.

## Vida personal

### Matrimonio y relación familiar

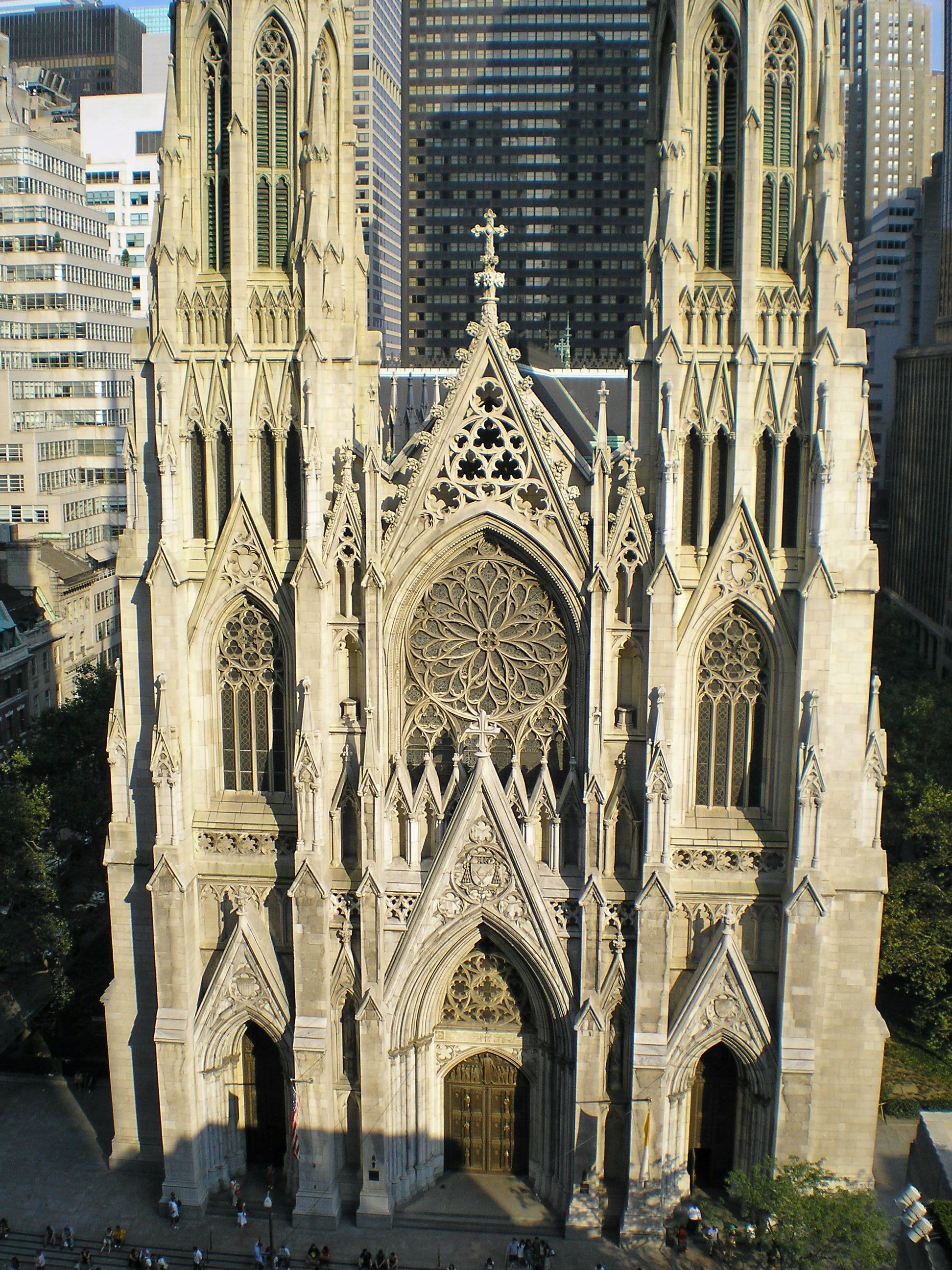
Catedral de San Patricio (Nueva York), lugar donde Thalía contrajo matrimonio con Tommy Mottola a fines de 2000.

Cuando se integró a Timbiriche, uno de sus primeros novios fue Diego Schoening, también integrante de la banda. Igualmente, en esa época se le relacionó sentimentalmente con Benny Ibarra y Erik Rubín, los miembros restantes de la agrupación. En 1989 conoció a Alfredo Díaz Ordaz, hijo del expresidente de México Gustavo Díaz Ordaz, con quien comenzó un noviazgo que duró cuatro años. Díaz Ordaz fungió como representante de la artista y produjo sus primeros dos discos como solista, Thalía y Mundo de cristal. Sin embargo él murió en 1993 de hepatitis C justo cuando Thalía grababa la telenovela Marimar. La cantante ha reconocido que este fue «un duro golpe para ella», y afirmó en alguna ocasión que inclusive le había entregado el anillo de compromiso.
Posteriormente, mantuvo un noviazgo con el actor Fernando Colunga, con quien protagonizó la telenovela María, la del barrio (1995). Colunga luego reconoció que haber sido novio de Thalía fue la peor experiencia amorosa que ha tenido en su vida: «sí, fue una mala experiencia, porque el amor lo disfrutas con tu pareja, no lo quieres disfrutar con 800 mil personas que ni entienden tu relación». Tras esto, comenzó a salir con Jaime Camil, que en ese entonces aún no incursionaba en la actuación. De hecho, Camil confesó en una entrevista en 2010 que ella lo había alentado a hablar con su padre respecto a su carrera en la actuación, ya que el padre de Camil prefería que él estudiara administración. Más tarde, la prensa la relacionó con Rodrigo Vidal y Luis Miguel.
| «Todas las mujeres de mi familia siempre se han sentido atraídas por hombres mayores. Mi papá era veinte años mayor que mi mamá. Todas mis hermanas, las cuatro, están casadas con hombres mucho mayores que ellas. Mi antiguo novio [en referencia a Díaz Ordaz] tenía también veinte años más que yo. Cuando vi a Tommy me encantó por su look, por su mirada, su forma de platicar. Me gustó su seguridad. Fue como encontrar el complemento perfecto». |

En plena filmación de la telenovela Rosalinda (1999), Thalía conoció al entonces presidente de la disquera Sony Music, Tommy Mottola. «Me lo presentó Emilio Estefan, fue durante una cena, estaba grabando aquí en México Rosalinda y fui a Miami un fin de semana a una reunión de amigos, lo conocí y quedamos impresionados» señaló Thalía. El 2 de diciembre de 2000, Thalía y Mottola contrajeron matrimonio en la catedral de San Patricio de Nueva York. Para el directivo estadounidense se trataba de su tercer matrimonio. Al evento acudieron varios cantantes y actores, entre ellos Bruce Springsteen, Robert De Niro, Juan Gabriel, Julio Iglesias, Michael Jackson y Jennifer López, entre otros; mientras que Emilio Estefan fue el padrino de la boda. La boda recibió gran atención mediática a nivel internacional y, se le consideró el evento de ese año. Durante la ceremonia, Thalía utilizó un icónico vestido de novia firmado por Mitzy que pesaba unos 70 kilos; no obstante, el peso del vestido sobre Thalía se distribuía con los 17 metros de la cola. Finalmente, según estiman diferentes medios como lo es la revista Time o el sitio web Allmusic, la boda costó unos tres millones de dólares estadounidenses. Poco después Thalía confirmó en una entrevista: «estoy viviendo mi propio cuento de hadas. La felicidad sí existe. Yo soy plenamente feliz al lado de Tommy y me caso enamoradísima. Él adora a mi familia y me trata como una reina. ¿Qué más puedo pedirle a la vida?». El 7 de octubre de 2007 el matrimonio tuvo su primera hija a la que llamaron Sabrina Sakaë, y el 25 de junio de 2011 nació su segundo hijo, Matthew Alejandro Mottola. De acuerdo con una estadística de Babycenter.com en ese mismo año, el nombre de su segundo hijo, «Matthew Alejandro», ha servido de referente para familias latinas asentadas en EE. UU. que han llamado así a sus hijos.
Por otra parte, la relación de Thalía con sus hermanas Laura Zapata y Ernestina Sodi se tornó problemática tras el secuestro de estas últimas en septiembre de 2002. Ernestina Sodi dio a conocer en su libro Líbranos del mal que Thalía había sido quien pagó el rescate por ambas para su liberación. Tras este acontecimiento, el trío de hermanas mantuvo disputas acerca del secuestro, lo cual al final provocó el distanciamiento entre Thalía y Laura Zapata. De acuerdo con Julio Alejandro Quijano, editor de El Universal de México, el secuestro de sus hermanas ancló la carrera de Thalía. En su libro Cada día más fuerte, Thalía apuntó que se había sentido culpable por el secuestro de sus hermanas debido a que no residía en México cuando eso aconteció, y añadió: «un suceso de esta magnitud provoca daños internos en la relación estructural de la familia que vive este traumático evento, y cada cual lo procesa a su manera». En cuanto a sus padres, él falleció cuando Thalía era muy pequeña aún. Desde entonces, la relación entre Thalía y su madre, Yolanda Miranda Mange, fue estrecha; Univisión la catalogó como «la más afectuosa e indivisible del espectáculo». El 27 de mayo de 2011, Yolanda Miranda falleció y Thalía comentó al respecto: «hoy ha muerto la mitad de mi alma. Siento que muero lentamente... Gracias por sus oraciones para mi guerrera, para mi madre». De acuerdo con Univision, la familia de Thalía es una de las «Familias más poderosas del espectáculo». El día 24 de junio de 2022, fallece su abuela doña Eva Mange Márquez a los 104 años de edad, con quién mantenida una relación a distancia, y era ella quién se encargaba de brindarle apoyo económico. Luego de haber tenido un conflicto público con su hermana Laura Zapata

### Actividades empresariales

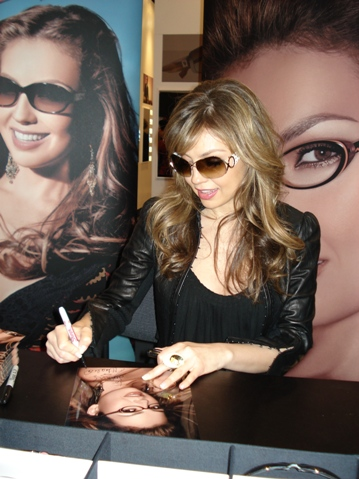
Thalía en Visión Expo 2007, presentando su línea Eyewear and Sunwear Collections.

La incursión de Thalía en actividades empresariales ha sido amplia, y se dio formalmente en 1993 cuando firmó un contrato por tres años con una casa de lencería en México para lanzar su propia línea de ropa interior femenina. La línea de lencería de la artista se puso a la venta a partir de 1995. La recepción comercial resultó un éxito y según Thalía: «desde ese momento quedé con ganas de más y más». Años después, en 2002, llevó a cabo un acuerdo con la cadena de supermercados Kmart para estrenar una línea de ropa femenina, así como de accesorios y artículos para el hogar. Finalmente la colección «Thalía Sodi» se presentó oficialmente al público estadounidense a mediados de 2003. Sobre esta, Thalía comentó: «mi colección es un sueño hecho realidad. Estoy tan entusiasmada de haber creado una línea que ha sido inspirada por mi cultura, mostrando su colorido, su pasión y grandeza, y que captura una gran parte de mi estilo personal». La artista se convirtió en la primera mexicana en lanzar una línea de ropa en EE. UU. La colección se distribuyó en 335 tiendas Kmart de Miami, Nueva York y Chicago; posteriormente, gracias a la recepción comercial que tuvo, se distribuyó a todas las tiendas de Kmart en EE. UU.
De manera simultánea debutó una colección de lentes bautizada con su nombre en asociación con la compañía Kenmark Optical, denominada «Thalía Eyewear». En 2005, la línea estuvo disponible en México al lograr un acuerdo con la empresa Devlyn. Hasta 2007 se tenía conocimiento de 100 millones de dólares estadounidenses en ventas de la colección «Thalía Eyewear», con más de un millón de lentes comercializados. Precisamente en 2007 se presentó en Nueva York una nueva línea de lentes diseñada para niñas y jóvenes que se distribuyó en ochenta países.
En abril de 2004, comenzó a publicarse —tentativamente— la revista Thalía en EE. UU., siendo producida por American Media y orientada a la audiencia latina femenina. La publicación incluiría consejos y reportajes sobre salud, moda y belleza para mujeres. Meses después, en septiembre, se dio a conocer que Thalía sería la imagen oficial de las campañas publicitarias de la joyería Jacob & Co, siendo la primera imagen oficial de esta joyería. En el mismo período, tras sacar tres números la revista Thalía dejó de publicarse. Por conceptos de publicidad en esas ediciones publicadas, American Media reportó ganancias por más de 560 000 dólares estadounidenses. En 2007, Thalía reconoció que la razón de que su revista saliera de circulación se debió al acuerdo propuesto  por American Media que no le favorecía a ella.
Igualmente en 2004, la artista realizó un acuerdo con la compañía Hershey's para convertirse en la imagen oficial de sus campañas publicitarias para el mercado hispano. El contrato incluyó el patrocinio de Hershey’s para su gira mundial, así como una línea de chocolates con el nombre de la cantante. La línea de dulces pasó a denominarse «La dulcería Thalía» y consiguió tener bastante éxito. Sus actividades empresariales no cesaron en los años venideros, pues en 2005 anunció el diseño de una nueva línea de ropa para la temporada de verano, y al año siguiente se convirtió junto a Will Smith en la imagen de la compañía de productos de belleza Carol's Daughter, mientras que a finales de 2007 se estrenó su perfume, producido por la empresa Fuller Cosmetics. Finalmente, en diciembre de 2007, lanzó una serie limitada de playeras y gorras diseñadas por ella misma, las cuales estarían disponibles a la venta en su sitio web de Internet. En mayo de 2010, de nuevo en su sitio web, reveló nuevos accesorios y joyería así como adelantos de una nueva línea de ropa lanzada en México con la empresa C&A. Meses después, en febrero de 2011, fungió como la imagen de Head and Shoulders.
Otras empresas para las que Thalía ha fungido como imagen publicitaria son la refresquera Dr Pepper (2001) y la de lencería Victoria's Secret (2005). Conforme a la revista ¡Mira!, en 2008 se estimó que Thalía era una de las artistas más ricas de México con una fortuna de más de cien millones de dólares estadounidenses, tomando en cuenta sus bienes inmuebles. En abril de 2012, inauguró su centro de yoga en Nueva York.
En enero de 2015, se anunció el lanzamiento de la colección Thalía Sodi Collection, diseñada por Thalía para la tienda Macy's en Nueva York. La nueva línea consiste en ropa, calzado y accesorios, fue colocada a la venta en 300 tiendas en todo Estados Unidos.

La nueva colección Thalia Sodi de Macy’s es el lanzamiento más grande que hemos realizado hasta ahora, presentada en múltiples categorías y ofreciendo a nuestras clientas un aspecto armónico en cuanto a sus prendas de vestir, calzado y joyas. Hemos tenido el honor de asociarnos con la superestrella internacional Thalía para crear una colección inspirada en su estilo personal por el cual todas las mujeres se sentirán atraídas por igual, donde quiera que estén.
Jeff Gennette, presidente de Macy's, en relación a la colección.

### Actividades humanitarias
Ha participado en diversas campañas humanitarias, entre ellas desde 2004 con March of Dimes en una campaña para prevenir los nacimientos prematuros en la que ha lanzado anuncios para educar a las mujeres sobre las medidas que pueden adoptar antes del embarazo para reducir las probabilidades de tener un bebé prematuro. En marzo de 2006, como vocera de March of Dimes, protagonizó una campaña de concientización en las calles de Nueva York que fue encabezada por ella. En septiembre de 2008, Thalía recibió el premio HOLA Ilka de parte de la Organización Hispana de Actores Latinos en Nueva York, que destaca a los latinos famosos que cumplen amplias obras caritativas. Ese mismo año, junto a su esposo asistió al evento A Funny Thing Happened On The Way To Cure Parkinson's con el objetivo de apoyar financieramente a la fundación The Michael J. Fox Foundation for Parkinson's Research de Michael J. Fox.
En mayo de 2009, junto a su esposo Tommy Mottola, fue reconocida por el St. Jude Children’s Research Hospital en Miami por su apoyo a niños necesitados. En 2010, se reunió junto a varios cantantes y actores como Sharon Stone, Michael Douglas, Jennifer Lopez y Marc Anthony entre otros, para recaudar fondos y donarlos a la Fundación del departamento de policía de Nueva York, que vela por la seguridad ciudadana de Nueva York. Un año después, asistió junto a su esposo a un evento benéfico en esa misma ciudad encabezado por la Fundación Robin Hood con el fin de recaudar dinero para los jóvenes sin hogar. Siempre en Nueva York, Thalía ayudó a víctimas del Huracán Sandy con agua embotellada, así como útiles escolares y sacos de dormir entre otros artículos. Thalía es también miembro de la Fundación ALAS.
En febrero de 2015, formó parte de la pasarela Go red for women, en la semana de la moda de Nueva York, organizado por la tienda Macy's, que tuvo como fin crear conciencia hacia las enfermedades cardiacas en Estados Unidos.

## Obra

### Estilo y crítica
Según Thalía: «mi voz, en sí, en la música pop es soprano. Tengo tres octavas de registro, empiezo muy bajo porque mi voz es muy grave, a veces, entonces son 3 octavas desde muy bajo (el normal y mínimo es 12). Pero cuando canto con mi maestro de canto, ejercitamos con canciones operísticas, como "Arias de Carmen", "Caro mio ben", canciones italianas, muy antiguas y ahí, soy mezzo-soprano». Durante su trayectoria como solista, Thalía ha experimentado con varios géneros musicales, desde el pop latino, pop rock y dance pop, hasta la cumbia, bachata, entre otros más.
De acuerdo con Billboard, es una exitosa cantante y compositora. Gladis Arias de El Heraldo comenta que «Thalía es una de las voces más poderosas del pop latino». No obstante, algunos críticos se han mantenido escépticos ante su obra; David Dorantes de La Voz de Houston, comentó que «Thalía ha tenido éxitos radiofónicos con canciones como "Amor a la mexicana", "Sudor" y "Arrasando", contenidas en discos más bien mediocres por su pop predecible». Pablo Schanton de Diario Clarín si bien no fue abundante en su comentario, no favorece su interpretación en la música pop al decir: «en el mundo del [s]hopping pop, a Pau siempre le tocó ser la tercera en discordia, entre Shakira (la más "entronada") y Thalía (más "popu" que pop)».
A menudo, se cita que su faceta como actriz la llevó a la fama en todo el mundo. En 1997, Teresa Aguilera crítica y editora de Billboard comentó que la música latina tenía ídolos masculinos como Luis Miguel o Ricky Martin. Aunque la colombiana Shakira había logrado un enorme éxito en la región de América Latina en 1996 y 1997, la latina que se había convertido en un verdadero alcance y celebridad en el mundo, había sido Thalía con sus «Marías». En 2011, Marcela Álvarez de About.com comentó que: «muchos sostienen que su talento como actriz supera ampliamente al de la cantante. En todo caso, vale mencionar que el día de la presentación de su libro [Cada día más fuerte] en Nueva York, a sus seguidores hispanos se unieron fans de Brasil, Italia, Chipre, Polonia y Turquía. Dijeron que la conocen, principalmente, por sus telenovelas».

### Influencias e imagen

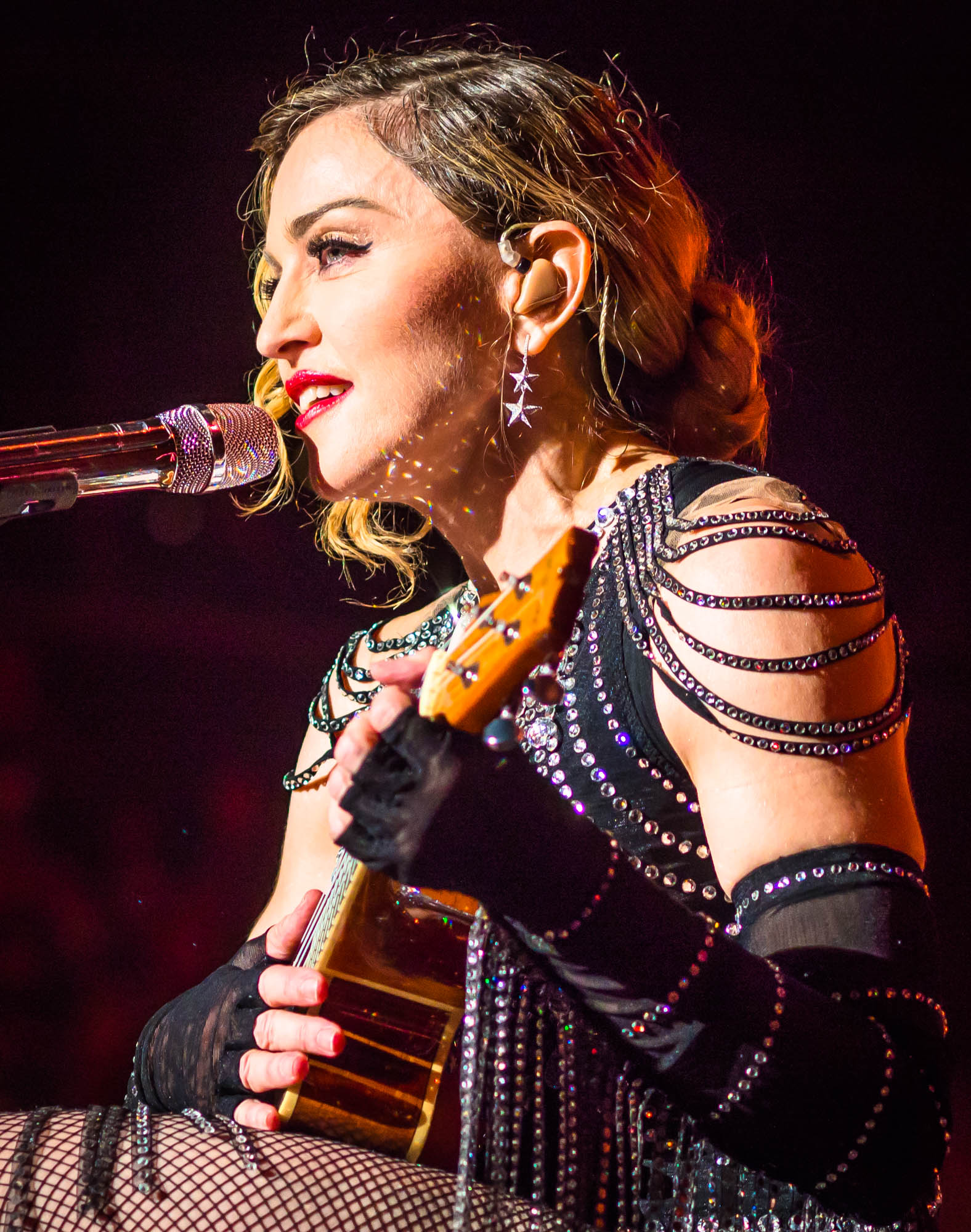
Madonna ha sido una de las principales influencias para Thalía. Los Billboard latinos sugieren que Thalía es como una «Madonna latina» en el mercado hispano.

Según la propia cantante, su mayor influencia ha sido su madre, quien era su mánager hasta el año 2000. También ha expresado su admiración y, ha tomado como influencias a artistas como Britney Spears, Jim Morrison, Verónica Castro, Christina Aguilera, Elvis Presley, Madonna, Marilyn Monroe, Pedro Infante, Juan Luis Guerra, George Michael, Dolores del Río y María Félix;. El productor Emilio Estefan también ha sido una de las mayores influencias de Thalía, en 1999, ella comentó: «mi carrera cambió a raíz de que las Marías pegaron en todo el mundo y de que Emilio Estefan firmara por primera vez a una artista latina que no fuera Gloria Estefan y en especial a la canción "Piel morena"». Mientras que con el también productor Alfredo Díaz Ordaz, quien fuera su novio, Thalía le dedicó su contraportada de En éxtasis y en una entrevista con Diario Clarín, comentó que al morir Ordaz, tocó fondo y se reencontró con Dios. «Él me agarró de la mano y me llevó a la luz. Desde entonces solo he tenido éxitos».
Por otra parte, Thalía ha sido conocida por renovar su imagen a través de sus presentaciones en los medios, en directo o, con sus videos musicales. Ana Enríquez de About.com comenta que: «su look de principios de los 90 no iba para nada con lo que se empezaba a ver en la moda, que si bien acogía los mini-shorts, pantalones a la cadera y pantiblusas, no era en lo más mínimo la saturación visual de su indumentaria» y extendió que «con diminutos shorts o apretados leggings, combinados con bustiers, altos tacones, una alborotada melena y mostrando su breve cintura, Thalía se ganó la reputación de sex symbol». En «Un pacto entre los dos», uno de sus primeros videos, Thalía es perseguida a través de la selva por miembros de una tribu caníbal. De acuerdo con Ed Grant, crítico de la revista Time, muchos de sus videos de la década de 1990 son «extravagantes», en especial «Gracias a Dios» y «Amor a la mexicana». Para promocionar la llamada «Trilogía de las Marías», Thalía se inspiró en vestuarios tipo cabaret de la década de 1950 de la Ciudad de México. Eltiempo.com comentó que Thalía había cambiado «la imagen de niña inocente que presentó en [la "Trilogía de las Marías"] por una imagen sexy, atrevida y agresiva con el video de "Gracias a Dios", donde utiliza una indumentaria sugerente con reminiscencias sadomasoquistas». De hecho, aunado al lanzamiento de su lencería en el año 1995, y el padecimiento de crisis nerviosa, muchos medios creyeron más bien que la cantante había contraído alguna infección de transmisión sexual. Por el contrario, Enríquez sostiene que durante esta etapa, Thalía «ya se veía con una imagen mucho más refinada y trabajada en sus videos y presentaciones». Omar Ramos, editor del diario Milenio comenta que «"Piel morena" (1995) se convirtió en uno de los temas relevantes de su carrera, en parte por su controversial video que mostraba brasieres con grifos de agua, cerraduras y portavelas». De acuerdo con Univision, «Piel morena» es uno de los videos pioneros en coreografiar un baile de paso.
Durante el lanzamiento del disco Arrasando, Ed Grant señala que sus videos no fueron «visiblemente aventureros». Por el contrario, Ana Enríquez dice que «sigue con el concepto más trabajado que presentó a partir de 1995». En el video de «Reencarnación», uno de los sencillos del álbum, Thalía interpretó a una sirena, india apache, diosa balinesa, reina punk y a ella misma, mientras que en «Entre el mar y una estrella» recrea el concepto de la pieza «Papilla estelar» de Remedios Varo. Durante el lanzamiento del disco Thalía, el álbum de 2002, los tres videos que se filmaron para su promoción se caracterizaron por haberse grabado en Nueva York. En ese mismo año, se presentó en la edición de los Grammys Latinos con una falda de varios metros de largo, iluminada con cientos de luces. En el video del último sencillo del disco, publicado al año siguiente y titulado «¿A quién le importa?», Thalía recrea el look que la cantante Alaska utilizaba, botas largas y toscas, así como anillos, aretes y pulseras extravagantes. En su gira High Voltage Tour, durante la presentación en el Auditorio Nacional de México, Atenas Sifuentes de Notimex comentó que muchos gais de ese país asistieron en masa, mientras que Ernesto Lechner de Los Angeles Times reseñó que su presentación en el Gibson Amphitheatre «fue un show extravagante y una obra maestra del kitsch», además de que su interpretación fue «extrañamente poético». Al mismo tiempo, señaló que esta presentación trascendió la imagen coqueta que ella proyecta en muchos de sus videos. En el video de «Amar sin ser amada», Thalía recreó el look de Grease y Elvis Presley.
Para el álbum en directo Primera fila, Thalía adoptó una imagen más «natural» al vestir de manera casual en su actuación frente a una audiencia limitada. Esto resultó notable puesto que la prensa mencionó que el público la veía previamente como un «símbolo sexual y una cantante de plástico». La propia Thalía mencionó:

Cuando mi salud se vio comprometida [en referencia a la enfermedad de Lyme], tuve que reestructurar toda mi vida, en todos los aspectos, desde replantearme quién soy y para dónde voy, qué me gusta, qué factores son estresantes para mí y qué me hace feliz, y cuando uno se hace esas preguntas y se contesta, te duele o no te gusta, y tienes la tarea de cambiar, y cambié. [...] La gente usa muchas máscaras para que no lo vean vulnerable, sensible, y a mí me resultó una liberación, como que fue quitarse un peso de encima de todos los estereotipos que me he forjado, que me he creado, que les he dado fuego o no, y que han crecido.

Aunque en una entrevista en 2010 con la revista Shangay Express dijo: «sigo teniendo dentro a una drag, por eso de cuando en cuando me gusta recurrir a looks complejos y voluptuosos, porque en la vida hay que divertirse». Posee el récord en la revista People en Español al ser nombraba en nueve ocasiones como «la más bella».

## Legado

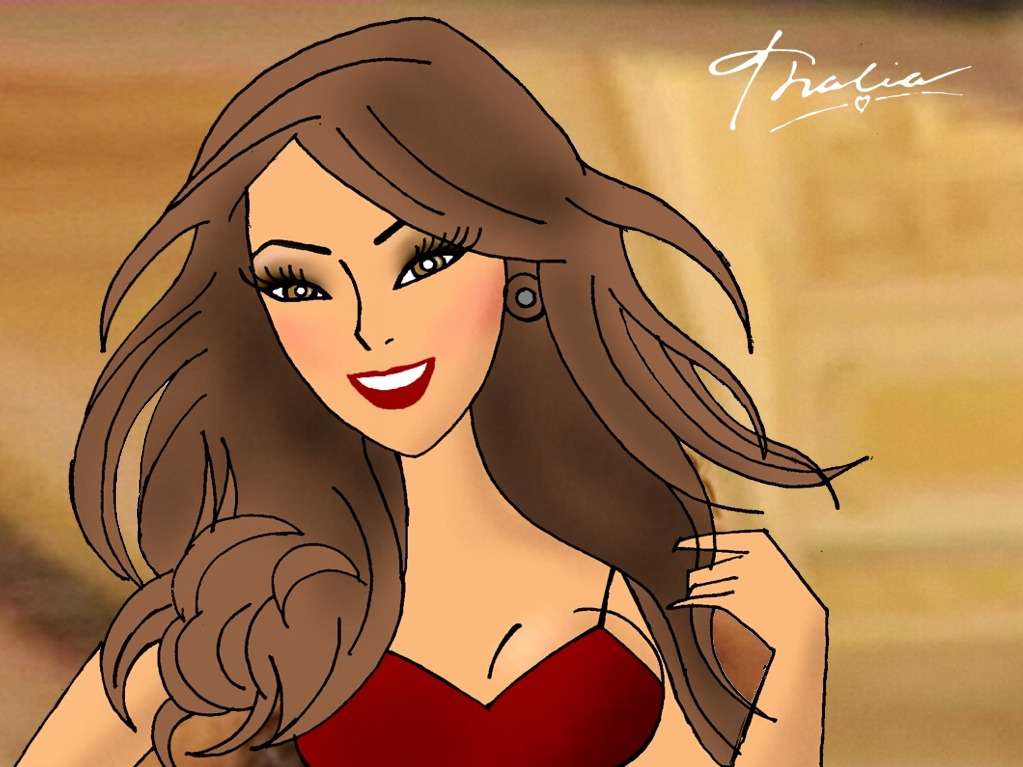
Caricatura en honor a Thalía

De acuerdo con la revista estadounidense Ocean Drive, Thalía es «la más grande estrella que ha exportado México en las últimas décadas». En 2011, Univision la incluyó en su lista de los «25 mexicanos más influyentes de la música», situándola en el ocho, por lo que encabezó a las solistas. De manera general, diversos medios como lo es Terra, E! Entertainment Television o TV Azteca la consideran como la «solista mexicana más exitosa e influyente de la música en el mundo». El tabloide británico The Sun, la clasificó como la número 25 entre las «50 cantantes que nunca serán olvidadas en la música», convirtiéndola en la tercera cantante de origen hispano más exitosa de todos los tiempos (detrás de Shakira y Gloria Estefan respectivamente). En 2012, el portal Terra la nombró como una de «Las mujeres fuertes e icónicas de la música» e hizo énfasis en que «[varias] mujeres en el mundo la han llegado a imitar». Además de en español, ha cantado en inglés, francés, portugués y tagalo. En 2001, Billboard la galardonó con El Premio de la Estrella, convirtiéndose en la primera artista en recibir ese reconocimiento, que es entregado a los artistas latinos que han logrado un éxito sin prescedentes en el mundo en múltiples disciplinas artísticas. Billboard comentó que:

Pocos artistas latinos tienen el reconocimiento del nombre universal de la actriz/cantante/compositora Thalía. Posiblemente [es] la estrella de habla hispana de telenovelas más reconocida en todo el mundo. Thalía también ha desarrollado paralelamente, una carrera exitosa sin lugar a dudas, como cantante, con grabaciones en español, inglés, francés, portugués y tagalog.[..] Thalía ha desarrollado un sonido, una imagen y una identidad que atraviesa fronteras, idiomas y disciplinas.

Considerada como una artista referente del pop latino, algunos de sus temas han sido considerados como clásicos dentro de la música de América Latina; entre ellos, su versión del tema «La vie en rose» dentro del pop latino. Terra eligió como número uno a «Amor a la mexicana» en su lista de «Las 50 mejores canciones latinas». En 2002, «Piel morena» resultó elegido como «el mejor tema en español de todos los tiempos en Estados Unidos» en una encuesta realizada por Univision; Celeste Fraser Delgado de Miami New Times sostiene que este «exitoso tema no sólo marcó un punto de inflexión en la carrera de Thalía como cantante, sino que [hizo] un cambio radical en la empresa Estefan Enterprises [y] que posteriormente seguiría con otros exponentes de música latina como lo es: Alejandro Fernández, Shakira y Carlos Vives». Los autores de la Encyclopedia Latina: history, culture, and society in the United States, Volumen 1 coincidieron en que En éxtasis y Amor a la mexicana «fue[ron] una prueba más de la comercialización cada vez mayor de la cultura latina en Estados Unidos». Thalía ha vendido más de 50 millones de discos desde su debut como solista, lo que la convierte en una de las artistas latinas con mayor cantidad de ventas en el mundo. Thalía ha sido una de las influencias para algunas celebridades, tal es el caso de la estadounidense Lindsay Lohan, la también cantante y actriz mexicana, Anahí o en la cantante rumana Olteanca Elena Ionescu; quien declara que «Thalía es como su madre [musical]». Cantantes como Tiziano Ferro, Espinoza Paz y Gloria Trevi expresaron en algún momento su interés en componer o cantar a dúo con Thalía, mientras que otros han escrito temas inspirados en ella, tal es el caso del compositor Andrés Cuervo con la canción «Dear Thalía». Mientras tanto, otros artistas como Inna, Gloria Estefan, Estéfano, Shakira, Susana Vieira, Michael Bublé, Robert De Niro, Juan Luis Guerra, Carlos Vives o Julio Iglesias han elogiado la obra de Thalía; los últimos tres coincidieron que el éxito de Thalía ha sido a base de su esfuerzo y a su «gran talento», mientras que la colombiana Shakira admitió en una entrevista en 2004 que le agradaba el nombre «Thalía» y, de haber escogido un apodo artístico, habría elegido ese.
Considerada como la «Reina de las telenovelas», las telenovelas en las que ha participado han sido vistas por más de dos mil millones de personas en 180 países; tan solo la llamada «Trilogía de las Marías» fue vista durante su transmisión original por mil millones de personas. La trilogía permitió que en muchos países del mundo, las telenovelas mexicanas gozaran de éxito y, en algunos casos, que el formato telenovela se transmitiera por primera vez y resultaran ser también, un éxito. De acuerdo con Álvaro Cueva, periodista de espectáculos y crítico de televisión, «Thalía es la última gran celebridad de las telenovelas en el mundo».
Thalía también es conocida por ser una artista multifácetica. La National Broadcasting Company (NBC) la considera «una cantante dinámica, actriz talentosa y una inspiradora empresaria». En su trayectoria como empresaria, ha roto muchos récords de ventas con muchos de sus productos. Thalía se convirtió en la primera mexicana en tener una línea de ropa en EE. UU., además de ser la primera mexicana en cerrar las operaciones bursátiles de un día en el NASDAQ (2006). Por ser una artista latina influyente en EE. UU., marcas como Hershey's han hecho negocios con ella; de hecho, Thalía se convirtió en la primera artista de origen hispano en hacer negocios con esa marca. La empresa neerlandesa C&A diseñó en 2011, una línea de ropa inspirada en ella, con el título de C&A inspirado en Thalía. En 1998, la empresa francesa Louis Vuitton junto a Unicef la invitó para aparecer en su publicación Rebonds, que reunió a las celebridades más influyentes del mundo en la época, siendo la única celebridad latina en aparecer en dicho libro. El periodista Felipe Escudero de Elmundo.es sostiene que Thalía es una «empresaria de éxito». El vicepresidente de ventas internacionales de la empresa Kmart, John Justice, la califica como «La Madonna latina del mercado hispano [y], como una "reina Midas" convierte en oro lo que toca con su marca». En su faceta como locutora, en 2011 la publicación Radio Ink seleccionó a Thalía como una de las «mujeres más influyentes en la radio».
| Thalía se ha forjado una de las más exitosas carreras latinas globales en la memoria. -Leila Cobo, editora de Billboard. |

Es considerada como una de las latinas más poderosas e influyentes tanto en Estados Unidos como en el resto del mundo. En 1997, se estableció el 25 de abril como el «Día de Thalía» en Los Ángeles (California), prueba de su creciente popularidad entre la comunidad latina de Estados Unidos. También se ha establecido el «Día de Thalía» en otras dos ocasiones en el mundo; mientras que ha recibido las llaves de más de 50 ciudades de distintos países. Los lectores de la revista Vanidades la eligieron como una de las «mujeres más influyentes del espectáculo en la década de 1990» junto con Jennifer López. En 2011, la revista People en su versión en español la incluyó en su lista de las «25 mujeres latinas más poderosas». En 2012, Univision la incluyó en dos listas similares: «[Las] 50 latinas que lograron conquistar al mundo» donde comentó que Thalía «ha sido una de las primeras cantantes y actrices en conquistar al público anglosajón», y en las «Hispanas que han triunfado en el mundo», donde hizo énfasis que «en la farándula[..] Thalía es muestra del éxito hispano en el mundo». Ed Grant de la revista Time sugiere que por «la naturaleza a menudo extravagante de sus vestuarios y los números de producción», Thalía es un icono gay y los drag queens que la imitan se llaman «Thalíos». En una encuesta realizada por Terra, Thalía resultó elegida como uno de los iconos de la juventud; en 2010, en la ceremonia de premiación de Premio Lo Nuestro, fue honrada con el galardón Jóvenes con Legado. A grandes rasgos, su carrera la ha llevado a ser calificada como un ícono popular en muchas partes del mundo.

## Discografía
| Álbumes de estudio - 1990: Thalía - 1991: Mundo de cristal - 1992: Love - 1995: En éxtasis - 1997: Amor a la mexicana - 2000: Arrasando - 2002: Thalía - 2003: Thalía (En Inglés) - 2005: El sexto sentido - 2008: Lunada - 2012: Habítame siempre - 2014: Amore mio - 2016: Latina - 2018: Valiente - 2021: Desamorfosis - 2023: Thalia's Mixtape - 2024: A Mucha Honra - 2024: Navidad melancólica Álbumes en video - 2003: Thalia I Want You Japanese limited edition - 2004: Greatest Hits videos - 2005: El Mundo de Thalia: El sexto sentido - 2006: Thalia: Legado Musical - 2009: Primera fila: concierto - 2010: Thalia: videos La História - 2010: Las Muchas Vidas de Thalia: Primera fila... Un año después - 2012: Habítame Siempre : Concierto en New York - 2013: Viva Tour: en vivo - 2014: Viva Kids Vol. I videos | Álbumes recopilatorios - 1993: Thalía:Mix - 1994: Thalia: MariMar - 1994: Los Deseos de Thalia: Grandes Éxitos - 1996: Bailando en éxtasis - 1997: Nandito Ako - 2001: Thalía con banda: Grandes éxitos - 2003: Thalía's Hits Remixed - 2004: Greatest Hits - 2005: Hershey's: Thalia - 2009: El comienzo de la historia - 2013: Thalia (Brazil) Álbumes en directo - 2009: Primera fila: Thalía - 2013: Viva Tour: en vivo Reediciones - 2006: El sexto sentido: Re+Loaded - 2010: Primera fila... Un año después Álbumes infantiles - 2014: Viva Kids Vol. I - 2020: Viva Kids Vol. 2 |

## Giras
| Giras musicales - 1990-1992: Thalía Tour - 1992-1994: Love Tour - 1996-1997: En Éxtasis Tour - 1998: Amor a la Mexicana Tour - 2004: High Voltage Tour - 2013: Viva! Tour - 2016: Latina Love Tour | Conciertos únicos - 2009: Concierto Primera Fila, Bank United Center, Miami - 2012: Concierto Habitame Siempre, Hammerstein Ballroom, Nueva York |

## Filmografía
- 1987:  Pobre señorita Limantour
- 1987-1988: Quinceañera
- 1989: Luz y sombra
- 1992-1993: María Mercedes
- 1994: Marimar
- 1995-1996: María la del barrio
- 1999: Rosalinda

## Libros
En 2007, lanzó su primer libro bajo el título Thalía: ¡Belleza! Lecciones sobre el lápiz labial y la felicidad, el cual escribió en colaboración con Belén Aranda-Alvarado. La obra se publicó a través de la editorial Chronicle Books y aborda consejos de la artista para mujeres en temas de belleza personal. Ese año obtuvo el premio Yalsa (por sus siglas en inglés: Young Adult Library Services Association), de la ALA (American Library Association), en la categoría Quick Picks for Reluctant Young Adult Readers. Inspirada en su maternidad, dos años después salió a la venta su segundo libro, Thalía: ¡Radiante! Guía para un embarazo fabuloso (2009), donde en colaboración del doctor Andrew Kramer, obstetra y ginecólogo del hospital Mt. Sinai de Nueva York, da consejos a las madres sobre el embarazo. Su tercer y más reciente libro se lanzó al mercado en 2011, en el cual, titulado Cada día más fuerte, ella relata experiencias personales de su vida como fue el secuestro de sus hermanas, entre otros aspectos. Todos los libros han sido publicados también en inglés. En 2013, lanzó su primer libro infantil, llamado Chupi el Binky que regresó a su hogar, y su versión en inglés, Chupie, the Binky that returned home.
- Thalía: ¡Belleza! Lecciones sobre el lápiz labial y la felicidad. Chronicle Books. 2007. ISBN 0811858294.
- Thalía: ¡Radiante! Guía para un embarazo fabuloso. Chronicle Books. 2009. ISBN 081185812X.
- Cada día más fuerte. Penguin Books. 2011. ISBN 0451234413.
- Chupi el Binky que regresó a su hogar. Celebra Children's Books. 2013. ISBN 9780451416063.

### Lectura complementaria
- Fernández, Claudia, Paxman, Andrew (2001).  Grijalbo Mondadori Sa, ed. El tigre: Emilio Azcárraga y su imperio Televisa. ISBN 970-05-1190-1.